# Cracking Up
Pour plus de détails, voir Fiche technique et Distribution.
Cracking Up est une comédie américaine réalisée par Rowby Goren et Chuck Staley et sortie en 1977.

## Fiche technique
- Titre original : Cracking Up
- Réalisation : Rowby Goren et Chuck Staley
- Scénario : Ace Trucking Company, Peter Bergman, The Credibility Gap, Neal Israel et Phil Proctor
- Photographie : Robert E. Collins
- Montage : Rodger Parker
- Musique : Ward Jewel
- Producteur : Rick Murray et C. D. Taylor